# Prorogare
Prorogarea este un termen juridic, care desemnează un act prin care se suspendă sau se amână activitatea unui corp legislativ. Prin Constituția din 1866, suveranului român îi revenea printre alte drepturi și acela de a proroga parlamentul țării.